# Rudolf Mengelberg

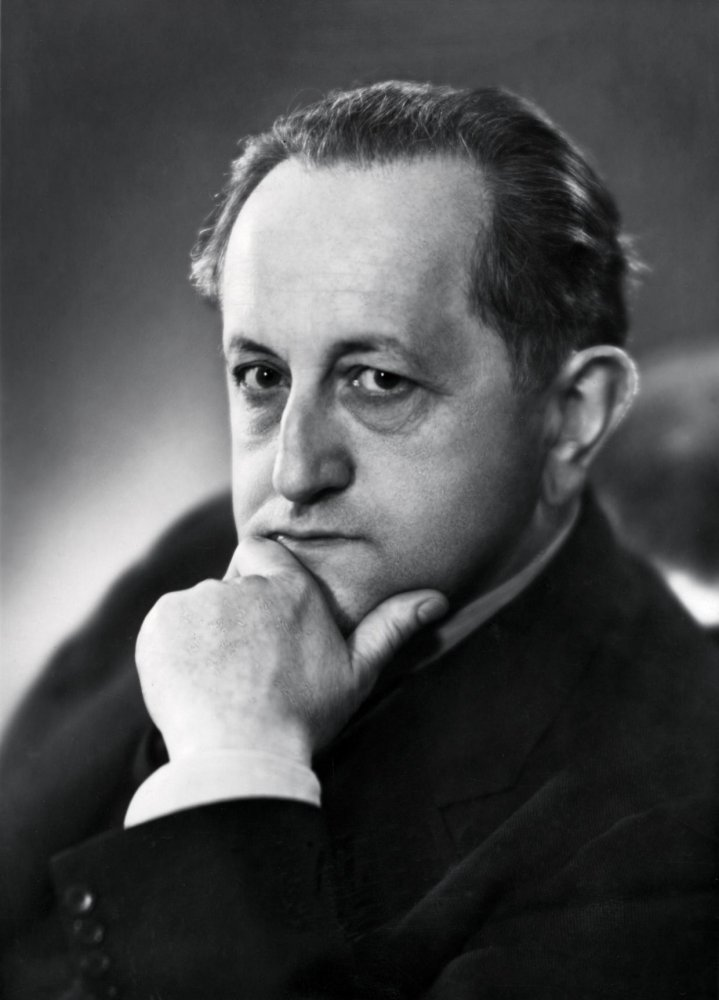
Rudolf Mengelberg.

Kurt Rudolf Mengelberg, född den 1 februari 1892 i Krefeld, Nederländerna, död den 13 oktober 1959 i Monte Carlo, var en holländsk kompositör och musikforskare. Liksom kusinen Willem Mengelberg var han knuten till Concertgebouw-orkestern i Amsterdam.

## Biografi
Mengelberg var son till en advokat och studerade ursprungligen juridik men övergick till studier av musikvetenskap i Genève, München, Bonn och Leipzig. Han undervisades av bland andra Jan Blaha, Hugo Riemann  (musikhistoria och musikteori) och Otto Neitzel (piano). År 1915 disputerade han i Leipzig på en avhandling om den italienska kompositören Giovanni Alberto Ristori. Därefter flyttade han till Amsterdam för att studera komposition med Cornelis Dopper och sin kusin Willem Mengelberg.
Från 1917 arbetade Mengelberg på Concertgebouw i Amsterdam, där han blev konstnärlig ledare 1925 och chef för bolaget 1935. Han organiserade en Mahlerfestival 1920 för att markera 25-årsdagen av sin dirigentkollega Willem. Han sammanställde också en Mahlerfestivalbok. 
År 1945 avsattes han från sin tjänst sedan han anklagats för en alltför passiv inställning under andra världskriget. En central domstol beslutade dock den 28 januari 1947 att han skulle rehabiliteras och återinsättas i sin tjänst. Dessutom förklarade styrelsen med eftertryck att den pro-holländska och antinazistiska hållning hos Mengelberg inte kunde ifrågasättas. Efter en omorganisation där Concertgebouw NV och Concertgebouw Orchestra blev organisatoriskt åtskilda, avgick han 1955. Han slog sig sedan ner med sin andra hustru Henriette Holdert i Beausoleil nära Monte Carlo. Där dog han 1959.

## Kompositioner
Mengelberg började som mycket ung att komponera musik. Hans första verk var sånger och kammarmusik. Han fortsatte att skriva en mängd stycken, oftast för orkester, speciellt senare i hans andliga verk, till exempel Requiem (1924), Missa pro Pace (1932) och Stabat Mater (1941).